# Geromyia penniseti
Geromyia penniseti är en tvåvingeart som först beskrevs av Ephraim Porter Felt 1920.  Geromyia penniseti ingår i släktet Geromyia och familjen gallmyggor. Inga underarter finns listade i Catalogue of Life.